# Linas Kleiza
Linas Kleiza (ˈlinɐs ˈklæizɐ; * 3. Januar 1985 in Kaunas, Litauische SSR, Sowjetunion) ist ein ehemaliger litauischer Basketballspieler.

## Karriere

### Verein
Kleizas Eltern kamen nach den 1990er-Jahren in die USA, er selbst folgte im Alter von 16 Jahren. Nach einer erfolgreichen Zeit in der High School, in der er als Gatorade High School Player of the Year ausgezeichnet wurde und auch im Jordan Capital Classic Team an der Seite von LeBron James zusammenspielte, ging er an die University of Missouri. Nach seiner Sophomore-Saison meldete er sich für den NBA Draft 2005 an. Er wurde an 27. Stelle von den Portland Trail Blazers ausgewählt und direkt am gleichen Tag zu den Denver Nuggets weitertransferiert, wo seine Spielzeit stetig anwuchs. Am 17. Januar 2008 machte er mit einem Karrierebestwert von 41 Punkten gegen die Utah Jazz auf sich aufmerksam.
Im August 2009 unterschrieb Kleiza einen Vertrag über zwei Jahre und umgerechnet 12 Millionen US-Dollar bei Olympiakos Piräus. In der folgenden Spielzeit war er Topscorer der EuroLeague. Anschließend war Kleiza von 2010 bis 2013 für die Toronto Raptors in der NBA aktiv, bevor er wieder nach Europa zurückkehrte und einen Vertrag beim türkischen Verein Fenerbahçe Ülker unterschrieb. 2014/15 spielte er für Olimpia Milano.

### Litauische Nationalmannschaft
Mit der litauischen Nationalmannschaft nahm Kleiza an den Weltmeisterschaften 2006 und 2010, der Europameisterschaft 2007 sowie den Olympischen Spielen 2012 teil. Bei der EM 2007 und der WM 2010 gewann er dabei jeweils die Bronzemedaille.